# Didrik Bildt (1756–1848)
Didrik Bildt, född 10 december 1756 på familjegodset Morlanda säteri på Orust i Bohuslän, död 3 mars 1848 på Kårehogen i Morlanda socken, var en svensk militär.

## Biografi
Didrik Bildt var son till Daniel Henrik Bildt, (1710–1791), till Morlanda och Allmag i Myckleby socken, modern var Johanna Christina Weinholtz (1714–1791). Bildt kom i militärtjänst 1774; han blev sedermera kapten vid Stedingska regementet i Göteborg och därefter major vid Sprengtportens regemente som var förlagt till Landskrona.
Han deltog som major i Gustav III:s ryska krig, och var närvarande under slaget vid Älgsjöskatan den 30 september 1789. Under slaget blev han så illa sårad i benet av en granat att det måste amputeras.
Efter sin amputation skrev han ett brev till sin trolovade Margareta Elisabeth Petersson där han förklarade att hon inte skulle behöva gifta sig med en krympling;
| ” | I gåven eder tro och loven åt en krigare men ej åt en krympling. Förthy återsänder jag denna ring. | „ |

Margareta svarade snabbt på brevet att det inte kom på fråga, och hon svarade Didrik med orden:
| ” | Jag älskade edert hjärta och ej edert ben. Behållen I ringen. | „ |

Han återvände med träben, gifte sig med Margareta och fick året efter en son. År 1790 blev Didrik överstelöjtnant och kommendant vid Landskrona fästning. År 1797 befordrades han till överste och han var dessutom riddare av Svärdsorden.
Didrik Bildt levde med sitt träben i nära 60 år, dog vid 92 års ålder och ligger begravd i den Bildtska familjegraven vid Morlanda kyrka.

### Familj
Didrik gifte sig i juni 1791 med Margareta Elisabet Pettersson (1764–1815), och de fick fyra barn: Daniel Fredrik (1792–1827), Margareta Johanna (1793–1857), Knut (1795–1860) samt Sofia Elisabet Agnes (1796–1881).
Daniel blev farfar till Gillis Bildt, Sveriges statsminister 1888–1889. Denne var i sin tur farfars farfar till Carl Bildt, tidigare statsminister och utrikesminister.